# Kilian (Name)
Kilian ist ein männlicher Vorname und ein Familienname.

## Herkunft und Bedeutung
Die Herkunft des Namens Kilian ist nicht mit endgültiger Sicherheit geklärt.
Vermutlich leitet er sich vom irischen Namen Cillian ab.
Möglicherweise handelt es sich auch um eine Variante des Namens Kjell.

Des Weiteren lässt sich der Name von Kilianus ableiten, der wiederum von ecclesiasticus abgeleitet als „Kirchmann“ gedeutet wird, da der heilige Kilian diesen Namen bei seiner Weihe als Bischof erhielt. Die genaue Bedeutung des keltischen Namens ist allerdings unbekannt.

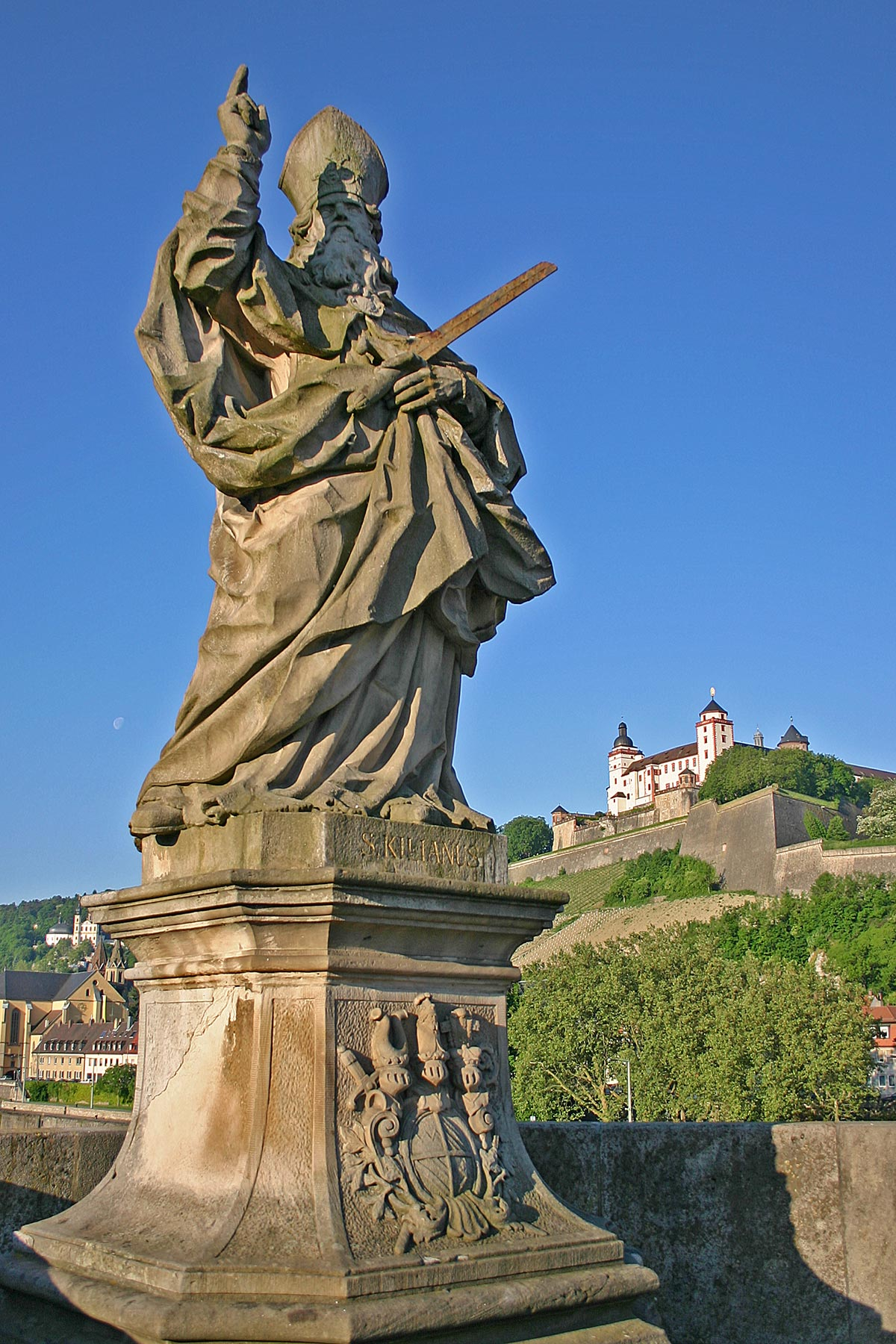
Heiliger Kilian, Würzburg

## Verbreitung
In Frankreich war der Name Kilian vor allem in den frühen 2000er Jahren beliebt. In den 1990er Jahren gelang dem Namen ein steiler Aufstieg in den Vornamenscharts. Im Jahr 1995 trat er in die Top-200 ein. Im Jahr 2005 erreichte der Name mit Rang 97 seine einzige Platzierung unter den 100 meistvergebenen Jungennamen. Danach sank seine Popularität noch schneller, als sie gestiegen war. Bereits 5 Jahre später verließ der Name die Top-200 der Vornamenscharts, seit 2015 findet er sich nicht mehr unter den 500 meistgewählten Jungennamen.
In Irland war Kilian bis in die frühen 2000er Jahre hinein mäßig populär und rangierte auf der Hitliste zwischen Rang 184 (1989) und Rang 370 (2005). Mittlerweile wird der Name nur noch sehr selten vergeben. Dagegen gehört Cillian zu den 10 beliebtesten Jungennamen Irlands. Berühmtester Namensträger ist der Oscar-Preisträger von 2024 Cillian Murphy.
Kilian zählt in Österreich seit 2001 zu den 60 meistgewählten Jungennamen (Ausnahme: 2014). Im Jahr 2020 belegte der Name Rang 56 der Hitliste.
In der Schweiz gehörte Kilian bereits in den 1990er Jahren zu den 100 beliebtesten Jungennamen. In den späten 2000er Jahren verließ er die Hitliste, in die er jedoch im Jahr 2010 wieder eintrat. Seine höchste Platzierung erreichte Kilian im Jahr 2011, als er auf Rang 46 stand. Im Jahr 2020 belegte Kilian Rang 100 der Hitliste.
Kilian war in Deutschland in den 1990er Jahren mäßig beliebt. Seit der Jahrtausendwende kommt er etwas häufiger vor. Im Jahr 2021 stand er auf Rang 65 der Hitliste. Dabei ist er besonders in Bayern beliebt. Unter Erwachsenen ist er vor allem rund um Würzburg verbreitet.
In Deutschland und Österreich tragen insgesamt ca. 5000 Familien diesen Namen.

## Varianten
In Deutschland kommen neben Kilian sehr selten auch die alternativen Schreibweisen Kylian, Killian, Cilian und Cillian vor. Eine Kurzform ist Lian.
Für weitere Varianten: siehe Cillian und Kjell

## Namenstag
Der Namenstag wird am 8. Juli nach dem Heiligen Kilian, einem irischen Bischof und Missionar in Würzburg, der als Märtyrer starb, gefeiert.

## Namensträger

### Vorname
- Kilian Albrecht (* 1973), österreichischer Skirennläufer
- Kilian von Bibra (um 1425–1494), Dompropst 1483 und Generalvikar 1486 in Würzburg
- Kilian Ignaz Dientzenhofer (1689–1751), deutscher Baumeister
- Kilian Fischhuber (* 1983), österreichischer Sportkletterer
- Kilian Glück (* 1984), deutscher Eishockeyspieler
- Kilian Goldstein (1499–1568), deutscher Jurist
- Kilian Heinrich (* 1997), deutscher Webvideoproduzent
- Kilian Hennessy (1907–2010), französischer Geschäftsmann
- Kilian Horn (1437–1510), deutscher Universitätsrektor
- Kílian Jornet Burgada (* 1987), spanischer Skibergsteiger
- Kilian Kemmer (* 1980), deutscher Manager und Jazzmusiker
- Kilian Kirchhoff (1892–1944), deutscher römisch-katholischer Priester, Übersetzer und Dissident
- Kilian Koll (1898–1945), deutscher Schriftsteller
- Kilian Kramer (* 1989), deutscher Pokerspieler
- Kilian Patour (* 1982), französischer Radrennfahrer
- Kilian Reuter († 1517), deutscher Humanist und Dramatiker
- Kilian Saum (* 1958), deutscher Benediktinerpater und Autor
- Kilian von Schleinitz (* 1994), deutscher Skeletonpilot
- Kilian Stark (* 1986), österreichischer Politiker (Grüne), Landtagsabgeordneter
- Kilian von Steiner (1833–1903), deutscher Bankier
- Kilian Stobæus (1690–1742), schwedischer Arzt und Naturwissenschaftler
- Kilian Wenger (* 1990), Schweizer Schwingerkönig 2010
- Kilian Zoll (1818–1860), schwedischer Maler

Variante Killian
- Killian K. Van Rensselaer (1763–1845), US-amerikanischer Jurist und Politiker
- Killian Peier (* 1995), Schweizer Skispringer

### Familienname
- Achim Kilian (1926–2002), deutscher Speziallagerhäftling und Autor
- Adrian Kilian (* 1994), deutscher Synchronsprecher
- André Kilian (* 1987), deutscher Fußballspieler
- Augustinus Kilian (1856–1930), Bischof von Limburg
- Bartholomäus Kilian (1630–1696), deutscher Zeichner und Kupferstecher
- Birgitt Kilian (*?), deutsche Kostümbildnerin
- Christa Kilian-Hatz (* 1963), deutsche Afrikanistin
- Christoph Kilian (* 1951), deutscher Golfspieler
- Claus Kilian (1928–2022), deutscher bildender Künstler
- Constantin Kilian (* 1953), deutscher Autor und Regisseur
- Dieter E. Kilian (* 1941), deutscher Offizier
- Dietrich Kilian (1928–1984), deutscher Musikwissenschaftler
- Ferdinand Kilian (1937–1985), deutscher Friseur
- Frank Kilian (* 1964), hessischer Politiker (SPD)
- Friedrich Kilian (1821–1882), Schweizer Politiker und Ingenieur
- Georg Kilian (1903–1973), deutscher Naturwissenschaftler und Manager
- Georg Christoph Kilian (1709–1781), deutscher Kupferstecher und Verleger
- Götz Kilian (1892–1940), deutscher Kommunist
- Gundel Kilian (* 1928), deutsche Fotografin
- Gunnar Kilian (* 1975), deutscher Journalist und Manager
- Günter Kilian (* 1950), deutscher Wasserballspieler
- Gustav Kilian (Politiker) (1897–1960), deutscher Politiker
- Gustav Kilian (Radsportler) (1907–2000), deutscher Radrennfahrer und -trainer
- Hannes Kilian (1909–1999), deutscher Fotograf
- Hanns Kilian (Bobfahrer) (1905–1981), deutscher Bobfahrer
- Hanns-Georg Kilian (1925–2017), deutscher Physiker
- Hans Kilian (Drucker) (1515–1595), Buchdrucker
- Hans Kilian (1921–2008), deutscher Psychoanalytiker
- Heinz Kilian (1915–2007), deutscher Rundfunksprecher
- Hermann Friedrich Kilian (1800–1863), deutscher Gynäkologe und Geburtshelfer
- Horst Kilian (* 1950), deutscher Wasserballspieler
- Hubertus Kilian (1827–1899), deutscher Musiker
- Imma Kilian-Dirlmeier (1941–2024), deutsche prähistorische Archäologin
- Inge Kilian (* 1935), deutsche Leichtathletin
- Isot Kilian (1924–1986), deutsche Schauspielerin und Regieassistentin
- Jan Kilian (1811–1884), sorbischer Pfarrer
- János Kilián (1922–2016), ungarischer Eisschnellläufer
- Jens Kilian (* 1958), deutscher Szenen- und Kostümbildner
- Jessica Kilian (* 1981), Schweizer Skeletonpilotin
- Jörg Kilian (* 1965), deutscher Germanist
- Joseph Aloys Kilian (1790–1851), deutscher Politiker, MdL Hessen
- Jürgen Kilian (* 1973), deutscher Historiker
- Karsten Kilian (* 1972), Medienmanager und Hochschullehrer
- Klaus Kilian (1939–1992), deutscher Prähistoriker
- Konrad Joseph Kilian (1771–1811), deutscher Arzt
- Lotta Kilian (* 1981), deutsche Kamerafrau
- Luca Kilian (* 1999), deutscher Fußballspieler
- Lucas Kilian (1579–1637), deutscher Zeichner und Kupferstecher
- Ludger Kilian (* 19**), deutscher Architekt
- Lukas Kilian (* 1986), deutscher Rechtsanwalt und Politiker
- Mark Kilian, südafrikanischer Komponist
- Martin Kilian (1928–2014), deutscher Bobfahrer und Politiker (SED)
- Michael Kilian (Journalist) (1939–2005), US-amerikanischer Journalist
- Michael Kilian (Jurist) (* 1949), deutscher Rechtswissenschaftler, Hochschullehrer und Richter
- Michaela Kilian-Bock (* 1959), deutsche Juristin und Richterin
- Mike Kilian (* 1961), deutscher Musikschaffender
- Oskar Kilian (1860–1938), deutscher Schriftsteller und Journalist
- Otto Kilian (1879–1945), deutscher Politiker (SPD, USPD, KPD), Journalist und Schriftsteller
- Pablo Paolo Kilian (* 1984), deutscher Pianist, Komponist und Arrangeur
- Peter Kilian (Schriftsteller) (1911–1988), Schweizer Schriftsteller und Dichter
- Peter Kilian (Fußballspieler) (* 1957), deutscher Fußballspieler
- Petra Kilian (* 1965), deutsche Kostümdesignerin
- Philipp Kilian (1628–1693), deutscher Kupferstecher
- Philipp Andreas Kilian (1714–1759), deutscher Kupferstecher
- Rolf Kilian (1956–2019), deutscher Wissenschaftler und Kanute
- Rosemarie Kilian (1919–2014), deutsche Schauspielerin
- Rudolf Kilian (1934–2004), deutscher katholischer Theologe und Hochschullehrer
- Siegfried Kilian (1928–1983), deutscher Schauspieler
- Susanne Kilian (* 1940), deutsche Schriftstellerin
- Theodor Kilian, deutscher Violinist und Musikpädagoge
- Victor Kilian (1891–1979), US-amerikanischer Schauspieler
- Werner Kilian (* 1932), deutscher Diplomat, Jurist und Autor
- Wilhelm Kilian (1914–1971), deutscher Politiker (CDU), Bürgermeister
- Wolfgang Kilian (Kupferstecher) (1581–1663), deutscher Kupferstecher
- Wolfgang Kilian (Jurist) (* 1939), deutscher Jurist und Rechtsinformatiker
- Wolfgang Philipp Kilian (1654–1732), deutscher Kupferstecher